# Bogdan Țăruș
Bogdan Țăruș (ur. 1 sierpnia 1975 w Piatra Neamț) – rumuński lekkoatleta, specjalizujący się w skoku w dal. Trzykrotny uczestnik letnich igrzysk olimpijskich (Atlanta 1996, Sydney 2000, Ateny 2004).

## Sukcesy sportowe
- Lizbona 1994 – mistrzostwa świata juniorów –  srebrny medal w skoku w dal
- Sztokholm 1996 – halowe mistrzostwa Europy –  srebrny medal w skoku w dal
- Budapeszt 1998 – mistrzostwa Europy –  srebrny medal w skoku w dal
- Gandawa 2000 – halowe mistrzostwa Europy –  srebrny medal w skoku w dal
- Sydney 2000 – letnie igrzyska olimpijskie – 9. miejsce w skoku w dal
- Ateny 2004 – letnie igrzyska olimpijskie – 8. miejsce w skoku w dal
- Madryt 2005 – halowe mistrzostwa Europy –  srebrny medal w skoku w dal
- 8-krotny mistrz Rumunii[1]:
  - w skoku w dal – 1996, 1997, 1998, 1999, 2001, 2003, 2004 (7x)
  - w biegu na 100 metrów – 2000 (1x)

## Rekordy życiowe
- na stadionie
  - bieg na 100 metrów – 10,66 (Bukareszt 2000)
  - skok w dal – 8,29 (Formia 1996)
- w hali
  - bieg na 60 metrów – 6,76 (Bukareszt 2005)
  - skok w dal – 8,30 (Bukareszt 2000) – rekord Rumunii